# Serguéi Jarkov
Serguéi Jarkov (Moscú, Rusia, 17 de noviembre de 1970) es un gimnasta artístico ruso, tres veces campeón olímpico entre las Olimpiadas de 1988 y 1996.

## Representando a la Unión Soviética
En los JJ. OO. de Seúl (Corea del Sur) de 1988 gana dos medallas de oro: en el ejercicio de suelo y en el concurso por equipos, donde la Unión Soviética queda por delante de Alemania Oriental y Japón.

## Representando a Rusia
En el Mundial de Birmingham 1993 gana el oro en la competición de barra horizontal y la plata en la general individual, tras el bielorruso Vitali Scherbo (oro) y por delante del alemán Andreas Wecker (bronce).
En los JJ. OO. de Atlanta (Estados Unidos) de 1996 gana el oro en el concurso por equipos, por delante de China y Ucrania, siendo sus compañeros de equipo: Yevgueni Podgorny, Nikolái Kriúkov, Alekséi Nemov, Dmitri Trush, Dmitri Vasilenko y Alekséi Voropáyev.